# Health (groupe)
Pour les articles homonymes, voir Health.
Health, également typographié HEALTH, est un groupe américain de rock indépendant et expérimental, originaire de Los Angeles, en Californie.

## Historique

### Débuts etGet Color
Le groupe est formé en 2006, à Los Angeles, en Californie. Il est composé de Benjamin Jared Miller, Jake Duzsik, John Famiglietti et Jupiter Keyes. Le groupe joue un rock plus expérimental et bruitiste, teinté d'influences tribales. Après avoir publié un premier enregistrement confidentiel en 2006, le groupe publie un premier album en 2007. En 2008, le groupe ouvre pour Nine Inch Nails à leur tournée Lights In The Sky entre juillet et décembre.
Un deuxième album intitulé Get Color voit le jour en 2009. En soutien à l'album, le groupe organise un concours dans lequel le gagnant se verra offrir un ticket d'or pour un voyage tout frais payé à Los Angeles au Six Flags Magic Mountain avec le groupe,. L'album est noté d'un huit sur dix de la part de Pitchfork. La chanson Die Slow est publiée comme single de l'album accompagné d'un clip,. Le deuxième album remix du groupe, celui de Get Color est bien accueilli par la BBC.

### Death Magic
En 2012, Health collabore avec Rockstar Games pour la bande son du jeu vidéo Max Payne 3. 24 titres sur 25 sont composés par Health. Le titre phare du jeu est Tears, il est notamment utilisé pour la publicité du jeu.
Le groupe travaille à Los Angeles sur un troisième album qui doit voir le jour en 2013,. En 2013, le groupe enregistre le titre High Pressure Dave pour la bande son du jeu vidéo Grand Theft Auto V. Le titre fait référence à High Pressure Days du groupe The Units (en).
En 2015, Health termine l'enregistrement d'un troisième album studio enregistré avec l'aide des producteurs The Haxan Cloak, Lars Stalfors (The Mars Volta) et Andrew Dawson (Kanye West),. L'album remix Disco 3 est publié le 17 février 2017 chez Loma Vista.

### Vol. 4:: Slaves Of Fear
Réduit à un trio à la suite du départ du guitariste Jupiter Keyes, le groupe publie l'album Vol. 4 :: Slaves Of Fear le 8 février 2019.
Produit comme le précédent par Lars Stalfors, l'album est accompagné d'une tournée européenne et américaine d'une soixantaine de dates,.
Le 6 mai 2021 ils publient le single Isn't Everyone, en collaboration avec  Nine Inch Nails.

## Membres

### Membres actuels
- Benjamin Jared Miller - batterie
- Jake Duzsik - chant, guitare
- John Famiglietti - basse

### Ancien membre
- Jupiter Keyes - guitare